# Fleischbrücke

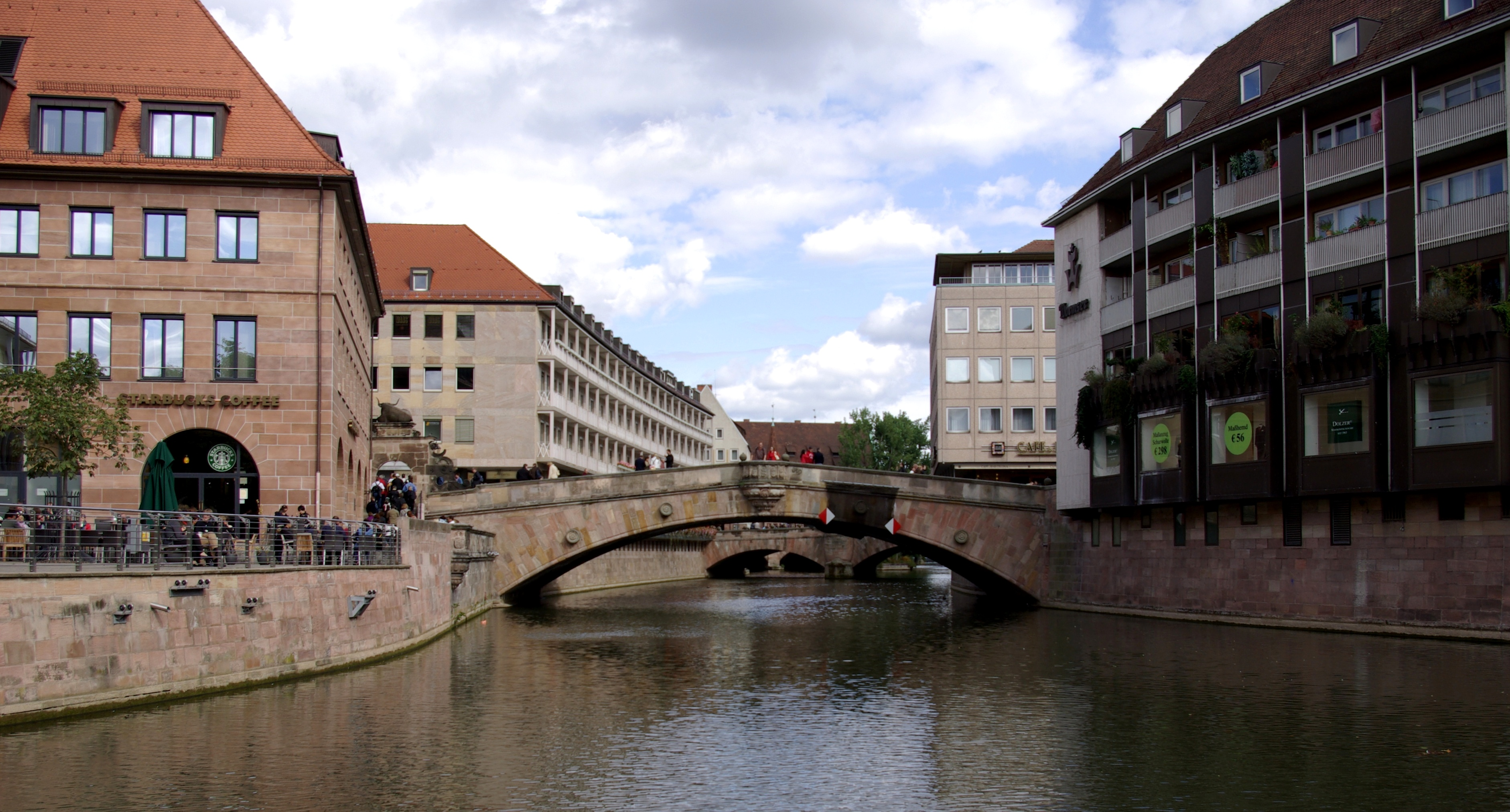
Fleischbrücke, Blick von der Liebesinsel nach Osten

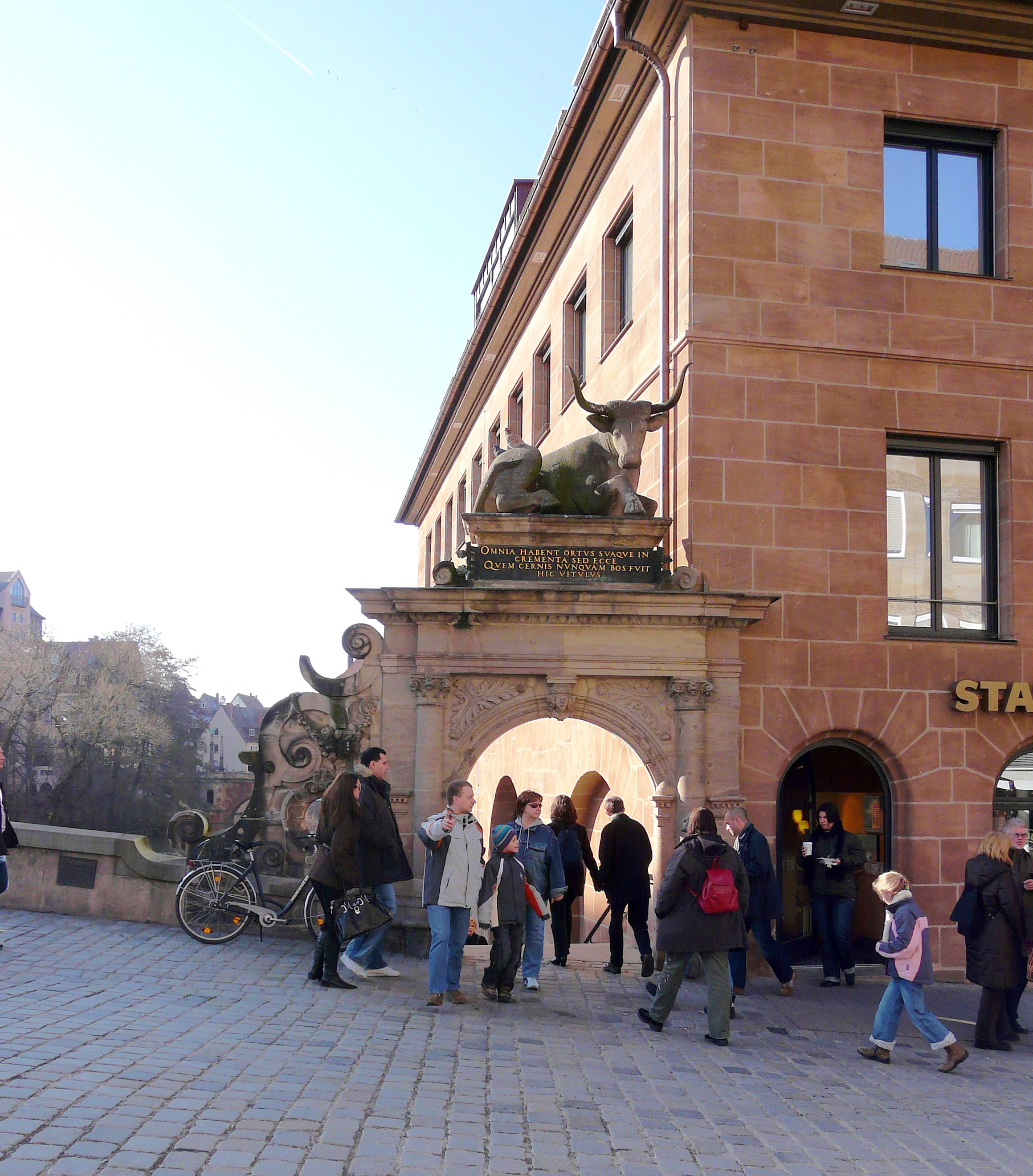
Das Ochsenportal

Die Fleischbrücke ist eine Steinbogenbrücke, die in Nürnberg die Pegnitz überspannt. Die Straßenbrücke befindet sich südlich des Hauptmarktes und verbindet die Stadtteile St. Sebald und St. Lorenz. Das Bauwerk stammt aus dem Ende des 16. Jahrhunderts und wird zu den bedeutendsten Brückenbauwerken der Spätrenaissance in Deutschland gezählt.

## Geschichte
Die älteste Brücke Nürnbergs an der engsten Stelle der Pegnitz wird um 1200 datiert, die erste urkundliche Erwähnung der Fleischbrücke stammt von 1335. Ein benachbartes Fleischhaus war namensgebend für das Bauwerk. Im Jahr 1418 brannte die Holzkonstruktion ab. 1432 zerstörte ein Hochwasser die neue Brücke, die dann wieder aufgebaut wurde. Im Jahr 1487 wurde die Holzkonstruktion durch eine Steinbrücke mit einem Mittelpfeiler und zwei Bögen ersetzt.
1595 wurde dieses zuvor schon schadhafte Bauwerk durch Hochwasser so stark beschädigt, dass die Stadt beschloss, es abzutragen und durch einen Neubau zu ersetzen. Dieser sollte keinen Mittelpfeiler haben, um das Durchflussprofil nicht zu verkleinern. Außerdem wurde aufgrund des Straßenverkehrs ein flaches Bauwerk angestrebt. Am 1. März 1596 war Baubeginn der flachen einbogigen Steinbrücke. Die Gründung und das Lehrgerüst wurden vom Zimmermannsmeister Peter Carl geplant und ausgeführt, für das Natursteinmauerwerk war der Steinmetzmeister Jakob Wolff zuständig. Die Oberbauleitung hatte der Ratsbaumeister Wolf Jacob Stromer inne, aus dessen Besitz Baumeisterbücher mit unzähligen Brückenentwürfen aus ganz Europa für die Vorplanung und ein Baumodell der Rialtobrücke erhalten geblieben sind. Das Bauwerk war Ende 1598 vollendet und kostete 82.172 Gulden. Im Februar 1599 wurde noch ein seitliches Portal, auf dem ein steinerner Ochse liegt, errichtet.
Seitdem ist die Brücke praktisch unverändert und nicht mehr zerstört worden. Auch den Zweiten Weltkrieg hat sie nahezu unbeschädigt überstanden. 1974 wurde sie unter Denkmalschutz gestellt. Eine umfangreiche Instandsetzung des Sandsteinmauerwerks wurde von 2004 bis 2005 durchgeführt.
Am 10. Juni 2011 wurde das Bauwerk von der Bundesingenieurkammer mit dem Titel Historisches Wahrzeichen der Ingenieurbaukunst in Deutschland ausgezeichnet. Die Ehrentafel wurde am südlichen Ende der Fleischbrücke in Richtung Kaiserstraße angebracht.

## Bauwerk
Die Natursteinbogenbrücke besitzt einen flachen Bogen mit einer lichten Weite von 27 und einer Pfeilhöhe von 4,2 Metern, was einem Pfeilverhältnis von 1 zu 6,4 entspricht. Es war zur Zeit der Erbauung die größte Spannweite einer Steinbogenbrücke in Deutschland. Der Bogen hat die Form eines Kreissegmentes mit einem Radius von 23,8 Metern. Die Gesamtlänge des Bauwerks (einschließlich Widerlager) beträgt 61 Meter bei einer Breite von 15,3 Meter, die Scheiteldicke ist 1,35 Meter. Das Mauerwerk besteht aus rötlichem Burgsandstein, der im Kornberg des Wendelsteiner Höhenzuges (heute Glasersberg) gebrochen wurde.
Die aufgrund des flachen Bogens auftretenden großen Horizontalkräfte werden durch massive, gemauerte Widerlager abgetragen, die auf über 2000 gerammten Holzpfählen gegründet sind. Eine Besonderheit sind 400 Schrägpfähle, eine im 16. Jahrhundert sehr selten angewandte Bauweise. Von gleicher Konstruktionsart wie die Fleischbrücke ist die Rialtobrücke in Venedig. Diese hat allerdings unter anderem einen wesentlich steileren Bogen (Pfeilverhältnis 1 zu 4,5) und eine andere Gestaltung, weshalb sie nach Kaiser kein Muster oder Vorbild für die Fleischbrücke ist.
Das Bauwerk ist einfach und klar gestaltet und wird neben dem Ochsenportal nur durch zwei Kanzeln in Brückenmitte geziert, an deren Außenseiten die steinernen Wappen der sieben damaligen Mitglieder der Stadtregierung angebracht sind; diese sind auf der Brücke nicht sichtbar, waren aber von den Schiffen aus einst deutlich wahrnehmbar. Die sieben Wappenfelder der westlichen Kanzel wurden 1933/34 durch Kopien ersetzt und die verwitterten Originale im Klosterhof des Germanischen Nationalmuseums mit drei neuen Ecksteinen zu einem polygonalen Brunnentrog kombiniert. Das Septemvirat der Jahre 1597/98 bildeten der Vorderste Losunger Paumgartner, der Zweite Losunger Imhoff, der Oberste Hauptmann Welser und die Ratsherren Karl Nützel, Fürer und Harsdörffer sowie seit 1598 der Ratsherr Tucher.
Die lateinische Inschrift am Portal lautet: „Omnia habent ortus suaque incrementa sed ecce quem cernis nunquam bos fuit hic vitulus“, zu Deutsch: „Alle Dinge haben einen Anfang und ein Wachstum, aber siehe: Niemals ist der Ochse, den du hier siehst, ein Kalb gewesen“.

## Sonstiges
Viele Nürnberger benutzen den Ausspruch: „Na, des hätt mer der Ochs aff der Fleischbrüggn aa g’sacht“ – ins Hochdeutsche übersetzt: „Diese Antwort hätte mir der Ochse auf der Fleischbrücke auch gegeben“. Womit der Aussprechende seine Meinung über eine nicht erhaltene, unbefriedigende oder schon wohlbekannte Antwort äußert. Gleich was man den steinernen Ochsen, welcher über dem Ochsenportal liegt, fragen würde – man erhält keine Antwort von ihm. Es existiert auch eine abgewandelte Form, die benutzt wird, um jemandem mitzuteilen, dass er unbelehrbar ist: „Das hätte ich genauso gut dem Ochsen auf der Fleischbrücke erzählen können!“

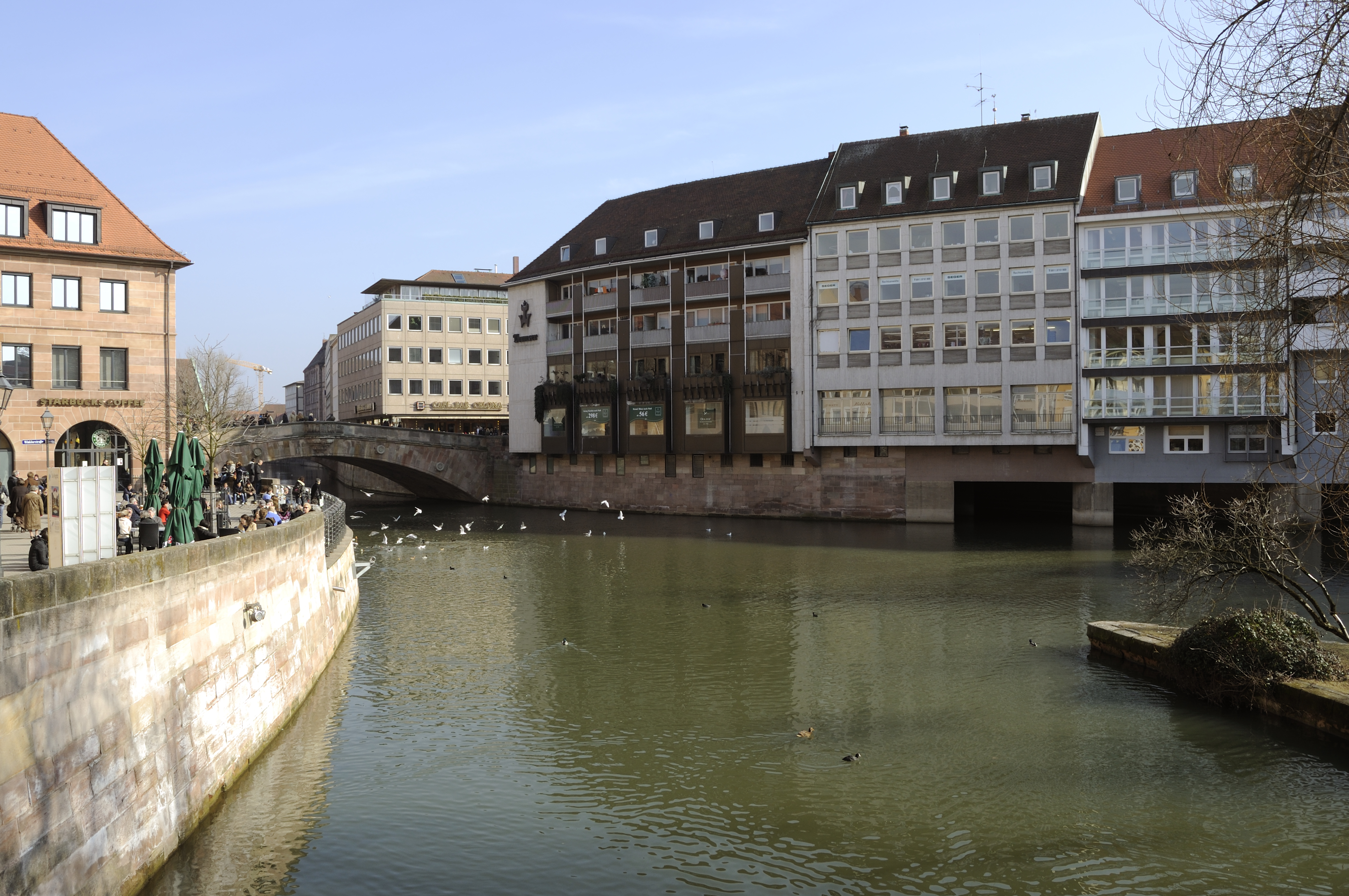
Auslass des Hochwassertunnels (rechts im Bild)

Die Fleischbrücke war als engste Stelle des Flussbetts der Pegnitz immer ein Hindernis für den Hochwasserabfluss. Bei dem katastrophalen Hochwasser 1909 führte ein Rückstau zur Überschwemmung weiter Teile der Altstadt. Deshalb hatte es nach 1945 zunächst Überlegungen gegeben, die Fleischbrücke abzutragen, um das Flussbett im Zuge des Hochwasserschutzes zu verbreitern. Das konnte durch den Bau eines unterirdischen Entlastungstunnels vermieden werden, der die Fleischbrücke südlich umgeht.
Die Fleischbrücke ist seit 1865/67 Nullpunkt für die Vergabe von Hausnummern in Nürnberg. Am Ende einer Straße, welches der Fleischbrücke am nächsten liegt, beginnt die Zählung: Links die ungeraden Hausnummern, rechts die geraden.

## Historische Abbildungen

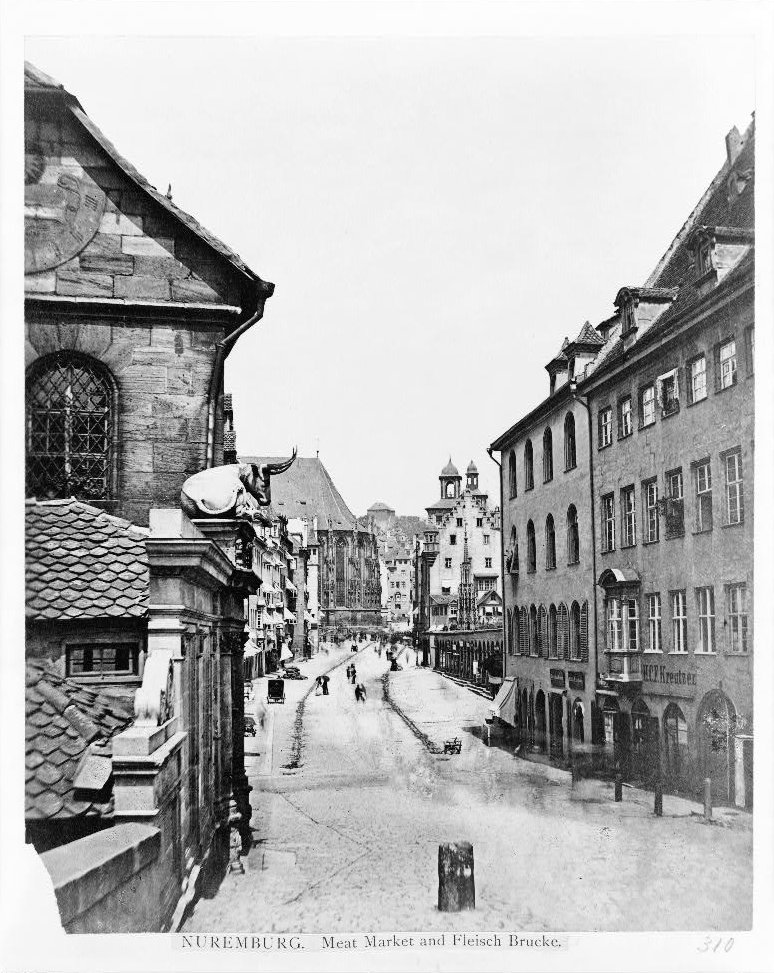
Abbildung (zwischen 1850 und 1880)
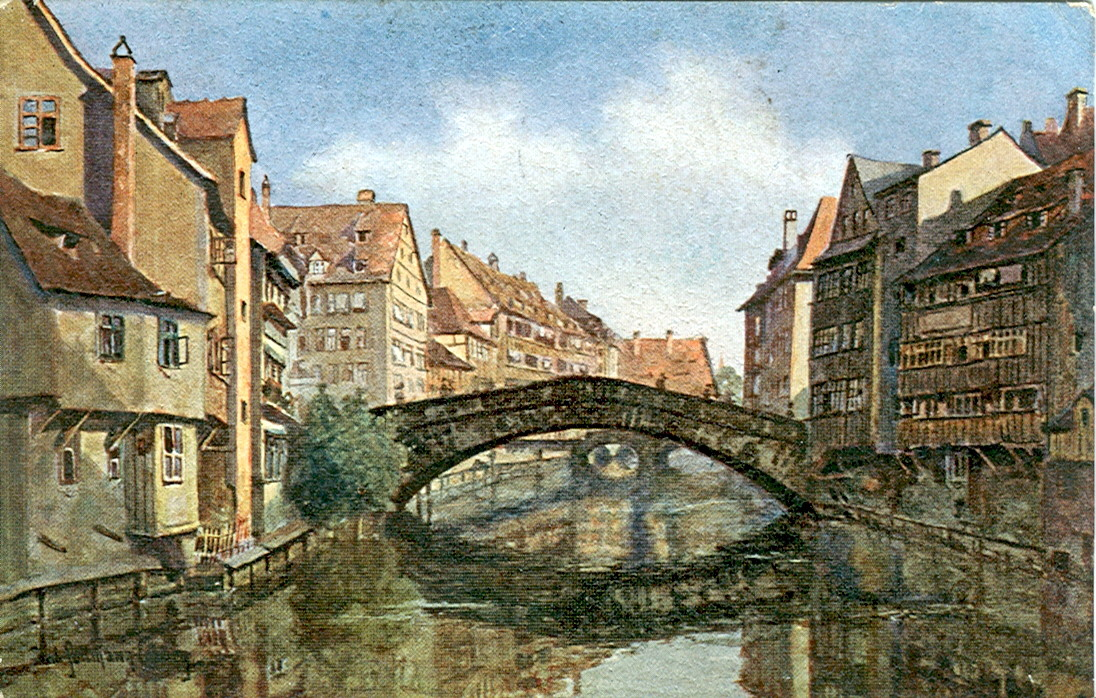
Postkarte (datiert 1915)
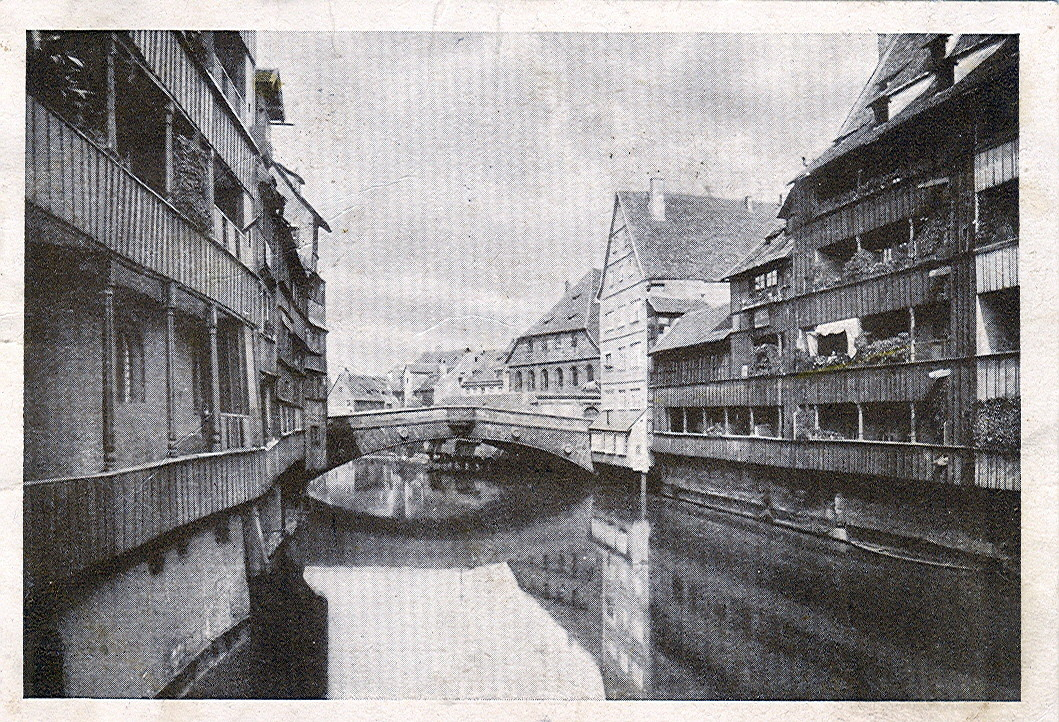
Postkarte (datiert 1918)
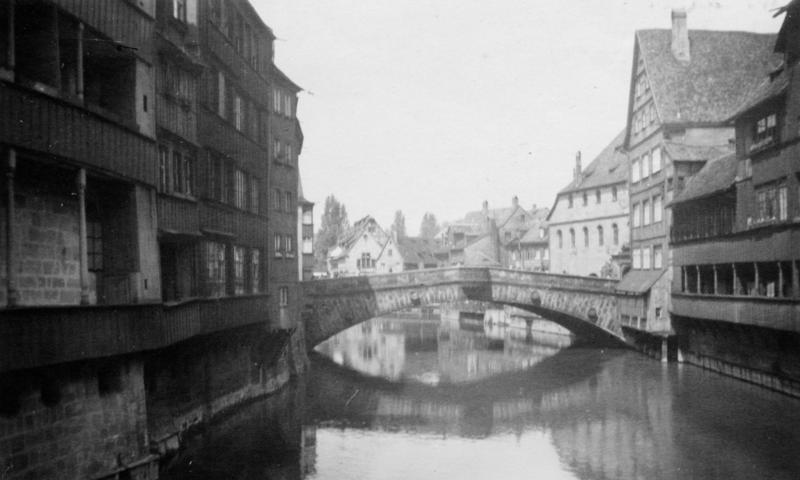
Fotografie (1942)
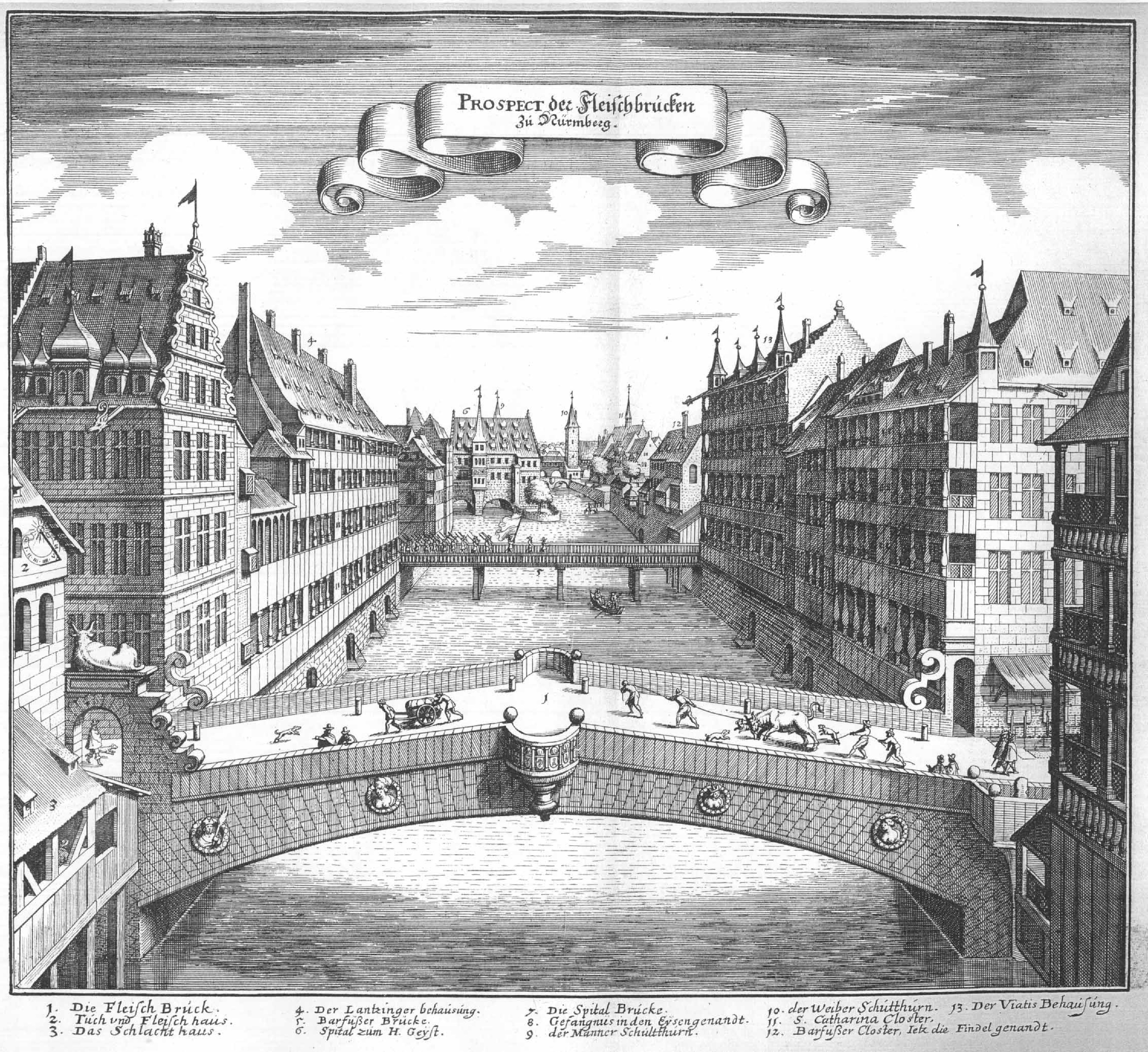
Matthäus Merian, Topographia Franconiae